# Coenosia nigrotincta
Coenosia nigrotincta este o specie de muște din genul Coenosia, familia Muscidae. A fost descrisă pentru prima dată de Willi Hennig în anul 1961. Conform Catalogue of Life specia Coenosia nigrotincta nu are subspecii cunoscute.